# کوریمسکه یسترابی
کوریمسکه یسترابی (به چکی: Kuřimské Jestřabí) یک منطقهٔ مسکونی در جمهوری چک است که در ناحیه برنو-تسوونتری واقع شده‌است. کوریمسکه یسترابی ۵٫۲۷ کیلومتر مربع مساحت و ۱۲۵ نفر جمعیت دارد و ۴۳۴ متر بالاتر از سطح دریا واقع شده‌است.